# 男はつらいよ 私の寅さん
『男はつらいよ 私の寅さん』（おとこはつらいよ わたしのとらさん）は、1973年12月26日に公開された日本映画。『男はつらいよ』シリーズの12作目。同時上映は『大事件だよ全員集合!!』。この日はレギュラー出演者の太宰久雄の当時50歳の誕生日だった。

## あらすじ
冒頭の寅次郎が見た夢では、明治時代のような柴又村で、さくらたちが悪徳商人にいじめられているところを「謀反人の車寅次郎」が助ける。
寅次郎が旅から帰ってくると、おいちゃん・おばちゃんとさくら一家の5人が翌日から九州へ旅行に行くところであった。とらや一家は寅次郎に気を遣ってそのことをなかなか言い出せないが、御前様が餞別を持ってきてくれたことがきっかけで知った寅次郎はむくれてしまう。さくらが、今回の旅行は自分たちを大事に育ててくれた叔父・叔母へのお礼のつもりのもので、本来なら寅次郎も含めてお礼すべきだったのではと諭すと、寅次郎も理解する。
翌日、とらや一家は予定通り旅立つ。大分空港から高崎山、阿蘇、熊本から雲仙へと抜ける3泊4日の旅程で、おいちゃん・おばちゃんも満足感でいっぱいであったが、旅行中様々な機会に寅次郎のことが思い出されてならない。夜、旅館から寅次郎に電話をすることになっていたが、タコ社長との留守番で暇をもてあましている寅次郎があまりにも寂しそうな様子を見せるので、気の毒にも面倒にも感じてくる。結局3日目の熊本城を最後に旅行を切り上げ柴又へと帰ることにする。しかし、それを聞いた寅次郎が旅疲れの一行を気遣ってご飯や風呂の用意をしてくれていたことを知って、みなでほっこりとした気分になるのであった。
すっかりまともな人間になり、近所の評判もよくなっていた寅次郎であったが、さくらはそうした「喧嘩もしない恋もしない」寅次郎にちょっとした寂しさを感じていた。そんな時、ふとしたきっかけで、寅次郎は小学校時代の無二の親友で放送作家の柳文彦（前田武彦）と数十年ぶりに再会した。誘われるままに彼の妹で画家のりつ子（岸惠子）の家を訪れたが、寅次郎とりつ子は初対面なのにのっけから売り言葉に買い言葉で大ゲンカを始めてしまう。
寅次郎は「女だてらに絵なんて描く奴にろくな女はいねえ」とりつ子に立腹する。しかし翌日、文彦に寅次郎を許してやってくれと頼まれ、気分も落ち着いたことでりつ子がとらやに謝罪に来ると、前言を撤回。「絵描く人に悪い人はいねぇよ」となり、りつ子に惚れてしまう。りつ子もとらやの団欒に加わるが、その際に食生活が適当になってしまうことがあること、兄の文彦が時々お金をくれることを話す。りつ子は本当に自分の気に入った作品は売りたくなく、かと言って気に入らない作品はますます売れないという考え方で、生活に苦労していた。
りつ子は絵の師匠の家を訪ねるが、そこでかねて心を寄せていた三田という画家が金持ちの令嬢と結婚するという話を聞く。それ以来食欲を失って臥せってしまったりつ子を、寅次郎が見舞う。りつ子は、寅次郎の自分への恋愛感情に気付かず、「失恋した」ということを語る。が、それを聞いた寅次郎が恋の病にかかってしまい、今度は逆に寅次郎を見舞ったりつ子は、寅次郎のうわごととタコ社長の失言から、寅次郎の自分への気持ちを知ってしまう。寅次郎に友達としてそばにいてほしかったりつ子は思い悩むが、心の整理のつかないままりつ子を訪れた寅次郎に、「女」として見られることはうれしいけれども「困る」という苦しい胸の内を明かす。
寅次郎は、自分の気持ちがりつ子に余計な心配や気苦労をさせて、絵を描く邪魔をしてしまったことに気付き、旅立つことにする。さくらにりつ子の食生活のことを託しつつ、とらやを発つ。りつ子は「いつまでもいい友達でいたかったのに」と残念がり、正月にスペインから送ってきた年賀状には「私の寅さん」と書いていた。その頃、寅次郎は阿蘇で絵を売っており、「（自分の一番好きな絵として誰にも売り渡したくない）非売品」としてりつ子に描いてもらった自分の肖像画を飾っていた。

## エピソード
- 冬は温暖な所へ、夏は涼しい所へ。寅次郎の旅の原型はこの作品から明確になった。
- 普段とは逆でとらやの面々が九州に旅行し、寅次郎がとらやで留守番をする珍しいシーンも収められている。留守番シーンではタコ社長のエプロン姿もある。
- 九州へ旅行するにあたって、おばちゃんが「私は箱根より西に行くのは初めてなんだよ」と言っているが、実際には第3作で湯の山温泉（三重県）に行っている。
- 寅次郎の小学校時代の同級生・柳文彦は第28作でも登場する。もっとも、本作でのあだ名は「デベソ」、第28作でのあだ名は「カワウソ」である。また、本作では柳のほうから積極的に寅次郎（とさくら）に近づいているが、第28作では「顔を思い出すだけで不愉快」、「あいつが（同窓会に）来たら俺帰る」と言うような関係である。
- あだ名ということで言えば、りつ子は「キリギリス」。寅次郎のみならず、兄の文彦もそう呼んでいる。さくらは、第10作に続き「らっきょう」。第10作でさくらが内職としてやっていた洋裁のエピソードも本作では出てくる。りつ子の誤解に基づく寅次郎の呼称は、「カバ」、「熊さん」。
- DVDに収録されている特典映像の予告編では、りつ子がとらやに来店する際、タコ社長と従業員が壁から顔を出しているシーンや博のセリフが異なっている等、没シーンが使用されている。
- 使用されたクラシック音楽
  - ヘンデル作曲『水上の音楽』第1組曲 ヘ長調 HWV 348 （レートリッヒ版・ハレ版）から 第3曲アレグロ～阿蘇の観光
  - カール・チェルニー作曲：30番練習曲（技法の練習曲） Op.849 第4番～寅さんと文彦がりつ子のアトリエで話す。
  - ショパン作曲『24の前奏曲』作品28 から第15曲『雨だれ』～寅さん、さくら、満男がりつ子のアトリエを訪れる。
  - シューベルト作曲『ピアノ五重奏曲 D667 鱒』から 第4楽章～同上。寅さんが描いたキリギリスの絵を見せる。江戸川。
  - 同曲を楽器を変えて。～寅さんと源公がりつ子を見舞う
  - ショパン作曲『練習曲作品10』から第3番ホ長調『別れの曲』～夜、寅さんとりつ子が縁側で語る

## スタッフ
- 監督：山田洋次
- 製作：島津清
- 脚本：山田洋次、朝間義隆
- 音楽：山本直純

## キャスト
- 車寅次郎：渥美清
- さくら：倍賞千恵子
- 柳りつ子：岸恵子
- 博：前田吟
- 龍造：松村達雄
- つね：三崎千恵子
- 御前様：笠智衆
- 源公：佐藤蛾次郎
- 社長：太宰久雄
- 満男：中村はやと
- 買占め商人：吉田義夫
- 柳文彦：前田武彦
- りつ子の恩師：河原崎國太郎
- 夫人：葦原邦子
- 一条：津川雅彦
- 買占め商人の取り巻き:加島潤
- 買占め商人の取り巻き:土紀養児
- 買占め商人の取り巻き:高木信夫
- 工員1：羽生昭彦
- 工員2：木村賢治
- 工員3：長谷川敏英
- 工員4：村上猛
- 工員5：大原みどり
- 夢の柴又村芸者:川井みどり（ノンクレジット）
- 柴又村民：谷よしの（ノンクレジット）
- バスガイド：門久小百合（ノンクレジット）
- 八百屋：後藤泰子（ノンクレジット）
- ご近所:秩父晴子（ノンクレジット）

## ロケ地
- 大分県国東市（大分空港）、大分市（高崎山自然動物園 ）
- 熊本県阿蘇市（阿蘇郡小国町〈杖立温泉〉、南阿蘇村〈栃木温泉〉）、熊本市（熊本城公園、熊本市街）、上天草市（合津港）
- 東京都葛飾区（りつ子の家）、台東区（浅草寺仲見世・啖呵売）
- 神奈川県鎌倉市（画伯宅）
- 阿蘇山（山上身代不動・啖呵売）

佐藤利明『みんなの寅さん』、p.620より

## 記録
- 観客動員：241万9000人[1]（シリーズ歴代 1位）
- 配給収入：10億4000万円[1]
- 上映時間：107分